# Lutas Macedônicas
As Lutas Macedônicas (búlgaro: Македонска борба; grego: Μακεδονικός Αγώνας; macedônio: Борба за Македонија; sérvio: Борба за Македонију; turco: Makedonya Mücadelesi) foram uma série de conflitos sociais, políticos, culturais e militares travados principalmente entre gregos otomanos e búlgaros que viveram na Macedônia Otomana entre 1893 e 1912. O conflito fez parte de uma guerra de guerrilha mais ampla, na qual organizações revolucionárias de gregos, búlgaros e sérvios lutaram pela Macedônia. Gradualmente, gregos e búlgaros ganharam vantagem. Embora o conflito tenha cessado em grande parte pela Revolução dos Jovens Turcos, continuou como uma insurgência de baixa intensidade até as Guerras dos Balcãs.

## Contexto

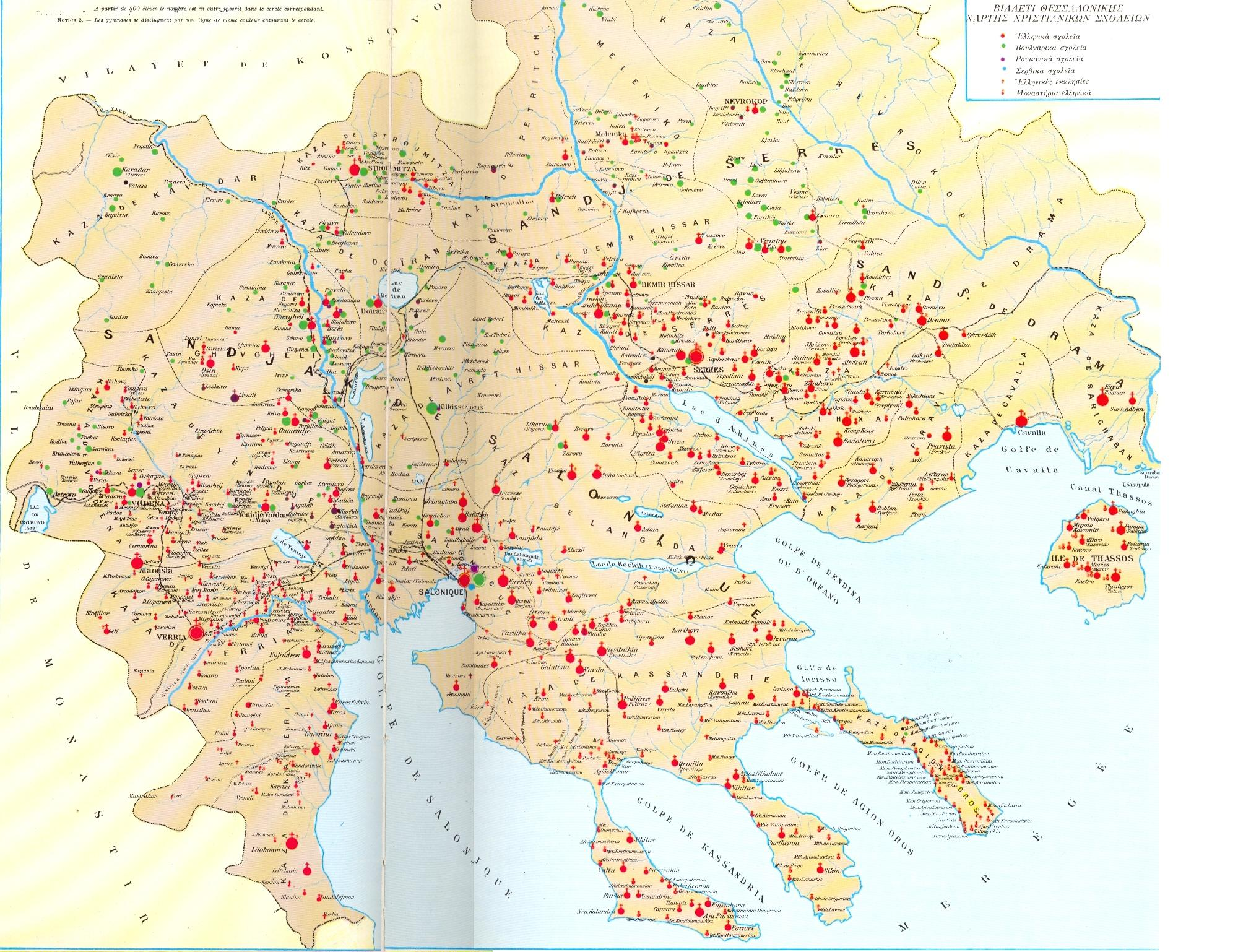
Um mapa de 1903 do Vilaiete de Salônica representando escolas gregas (vermelhas), búlgaras (verdes), romenas (roxas) e sérvias (azuis), além de igrejas gregas (cruz vermelha) e mosteiros (cruz vermelha em ponto vermelho)

Inicialmente, o conflito foi travado através de meios educativos e religiosos, com uma rivalidade feroz a desenvolver-se entre os apoiantes do Patriarcado Ecuménico de Constantinopla (pessoas de língua grega ou eslava/românica que geralmente se identificavam como gregas) e os apoiantes do Exarcado Búlgaro, que foi reconhecido pelos otomanos em 1870.
À medida que o domínio otomano nos Balcãs desmoronava no final do século XIX, surgiu a concorrência entre gregos e búlgaros (e, em menor grau, também outros grupos étnicos, como sérvios, aromanos e albaneses) pela região multiétnica da Macedônia. Os búlgaros fundaram a Organização Revolucionária Interna da Macedônia em 1893, que coordenou a maioria das ações búlgaras na região. A derrota da Grécia na Guerra Greco-Turca de 1897 foi uma perda que chocou os gregos, o que levou à dissolução da Ethniki Eteria, pelo primeiro-ministro Geórgios Theotókis. Com poucas perspectivas de libertação pela Grécia, os greco-macedônios tomaram o seu destino nas suas próprias mãos e começaram a formar vários bandos armados que acabariam por cair sob o controlo do Comitê Helênico Macedônio. A região rapidamente se tornou um campo de batalha constante entre vários grupos armados, com o pico das hostilidades em 1904-1908. O Exército Otomano também esteve envolvido no conflito e perpetuou atrocidades contra a população cristã na tentativa de reprimir a agitação. Devido à população cristã da Macedónia, seja ela grega, sérvia, búlgara ou aromena, envolver-se em rebeliões mais ou menos constantes contra o Império Otomano, em conjunto com as actividades revolucionárias dos nacionalistas arménios na Anatólia, muitos oficiais otomanos acreditavam que todos os cristãos do império eram desleais e traidores.

## Atividade Búlgara

### Organização Revolucionária Interna da Macedônia

Bandeira da Organização Revolucionária Interna da Macedônia.

Em 1893, a Organização Revolucionária Interna da Macedônia Búlgara (IMRO) foi fundada em Tessalônica. Identificou-se como representante de todas as nações da Macedônia, juntamente com os revolucionários anti-otomanos, com o objetivo de libertar a Macedónia e a Trácia do domínio otomano, potencialmente para se unirem à Bulgária. A IMRO foi declarada como uma organização macedónia aberta a todos os grupos étnicos na Macedónia e, anteriormente, a IMRO afirmou que lutava pela autonomia da Macedônia e não pela anexação à Bulgária. No entanto, de acordo com alguns autores e historiadores, tornou-se mais tarde um agente ao serviço dos interesses búlgaros na política dos Balcãs com o objectivo de eventualmente unir toda a Macedônia com a Bulgária, primeiro nas lutas contra o Império Otomano e mais tarde contra o estado sucessor iugoslavo liderado pelos sérvios, controlando o território da Macedônia do Vardar e o estado grego que controlava a porção sul da região. Um acontecimento importante que representa o culminar destas ações é o assassinato do rei sérvio do Reino dos Sérvios, Croatas e Eslovenos durante o período entre guerras por um atirador da IMRO, provavelmente trabalhando para os interesses búlgaros. Na prática, a maioria dos seguidores da IMRO eram búlgaros macedônios locais, embora também tivessem alguns aliados aromenos ou apoiadores pró-búlgaros, como Pitu Guli, Mitre The Vlach, Ioryi Mucitano e Alexandru Coshca. Muitos dos membros da organização viam a autonomia da Macedônia como um passo intermédio para a unificação com a Bulgária, mas outros viam como objetivo a criação de um estado federal dos Balcãs, com a Macedónia como membro igual. A IMRO finalmente enfraqueceu devido a uma divisão em uma facção de esquerda (federalista) e uma facção de direita (centralistas) após a fracassada Revolta de Ilinden-Preobrazhenie.

### Esforços Búlgaros

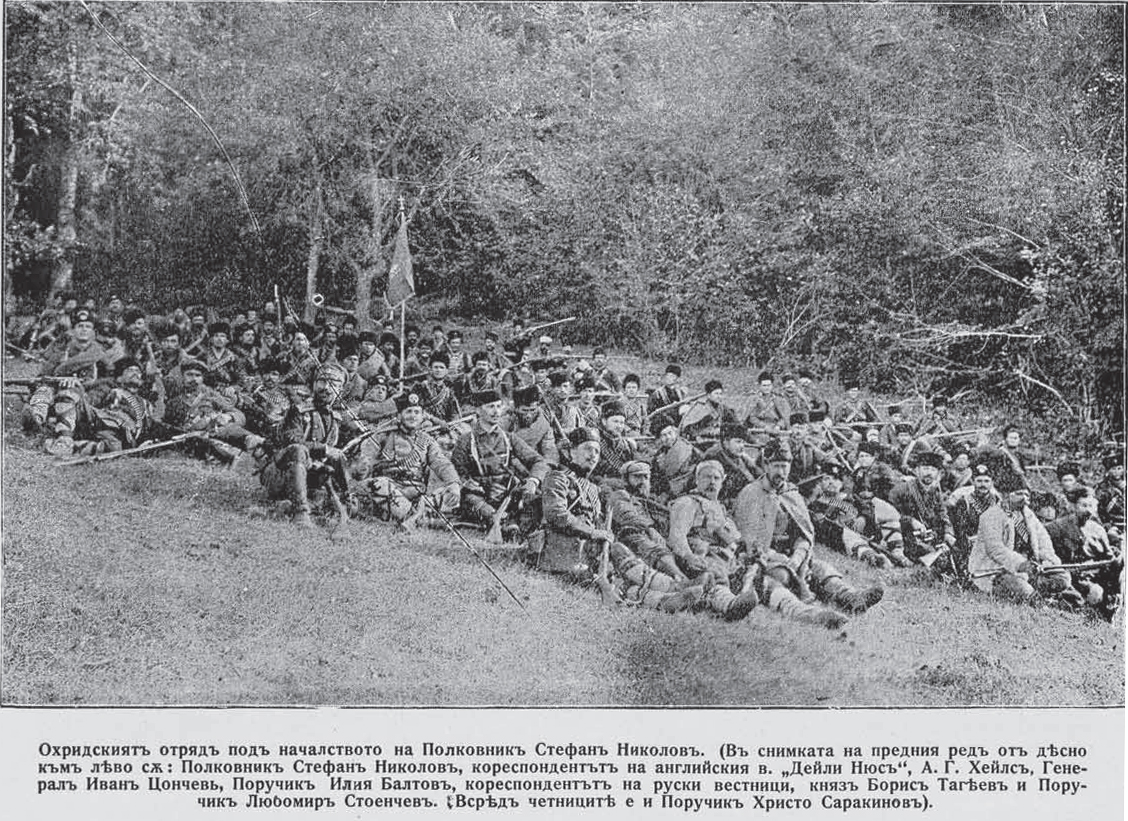
Um cheta durante a Revolta de Ilinden.

Já a partir de 1895, os Comitês Supremos Macedônio-Adrianópolis foram formados em Sófia, a fim de reforçar as ações búlgaras no Império Otomano. Uma das primeiras atividades de Komitadjis foi a captura da cidade predominantemente grega de Meleniko (hoje Melnik, Bulgária), mas eles não conseguiram mantê-la por mais do que algumas horas. Bandos búlgaros destruíram a aldeia Pomak de Dospat, onde massacraram os habitantes locais. Este tipo de actividade alertou gregos e sérvios, que transformaram o slogan "Macedônia aos macedônios" numa farsa, sendo contra a constituição da Macedónia como Estado separado.
À medida que os esforços búlgaros se intensificaram, começaram a afetar a opinião pública europeia. Em abril de 1903, um grupo conhecido como Barqueiros da Tessalônica, com a ajuda da IMRO, explodiu o navio francês Guadalquivir e o Banco Otomano em Tessalônica. Em agosto de 1903, a IMRO organizou a Revolta de Ilinden na Macedônia e o Vilaiete de Adrianópolis, que levou à formação da efêmera República de Kruševo. A revolta foi finalmente reprimida pelo Exército Otomano com a subsequente destruição de muitas aldeias e a devastação de grandes áreas na Macedónia Ocidental e em torno de Kırk Kilise, perto de Adrianópolis.

## Atividade Grega

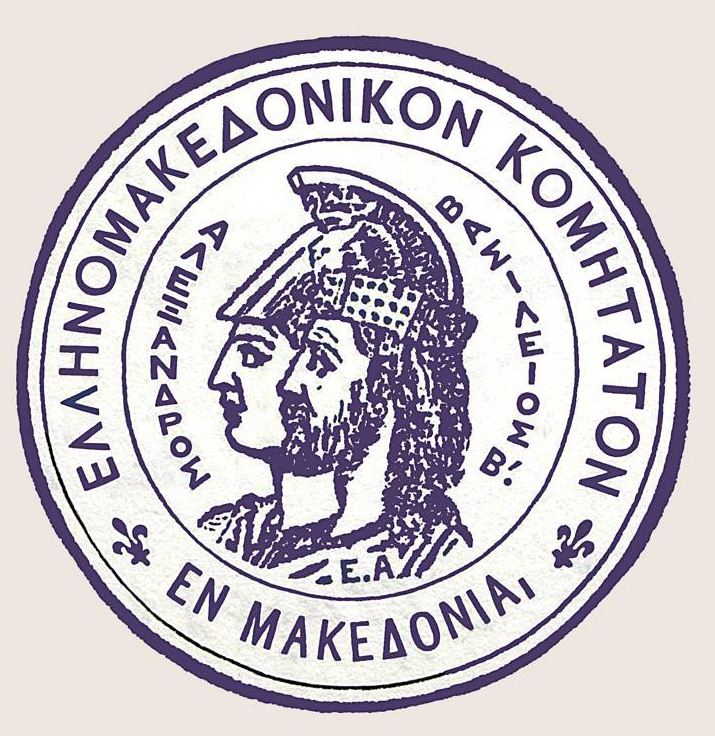
Selo do Comitê Grego-Macedônio representando Alexandre, o Grande e o imperador bizantino Basílio II

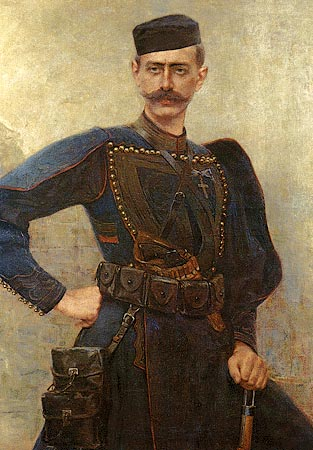
Pavlos Melas com uniforme de Macedonomachos

A fim de fortalecer os esforços gregos para a Macedônia, o Comitê Helênico Macedônio foi fundado em 1903 por Stéfanos Dragúmis e funcionou sob a liderança do rico editor Dimitrios Kalapothakis. Seus membros incluíam muitos notáveis gregos, além dos lutadores. Entre seus membros estavam Ion Dragoumis e Pavlos Melas. Seus combatentes eram conhecidos como Makedonomachoi ("combatentes macedônios").
Sob estas condições, em 1904, uma violenta guerra de guerrilha eclodiu em resposta às atividades da IMRO entre bandos búlgaros e gregos na Macedônia Otomana. O bispo de Castória, Germanos Karavangelis, que foi enviado à Macedônia por Nikolaos Mavrokordatos, o embaixador da Grécia, e Ion Dragoumis, o cônsul da Grécia em Monastir, percebeu que era hora de agir de forma mais eficiente e começou a organizar o intensificação da oposição grega.
Enquanto Dragoumis se preocupava com a organização financeira dos esforços, a figura central na luta militar foi o muito capaz oficial cretense Georgios Katechakis. O Bispo Germanos Karavangelis viajou para elevar o moral e encorajar a população grega a tomar medidas contra a IMRO. Muitos comitês também foram formados para promover os interesses nacionais gregos.
Katechakis e Karavangelis conseguiram recrutar e organizar grupos guerrilheiros que foram posteriormente reforçados com voluntários da Grécia. Os voluntários vinham frequentemente de Creta e da área de Mani, no Peloponeso. Recrutaram até antigos membros da IMRO, tirando partido das suas disputas políticas e/ou pessoais dentro da organização. Além disso, os oficiais do Exército Helênico foram encorajados a aderir à luta para fornecer uma liderança experiente, já que muitos serviram na Guerra Greco-Turca de 1897. Os oficiais que optaram por ingressar proporcionaram uma vantagem logística aos Makedonomachoi. Os gregos macedônios, no entanto, formariam o núcleo da força de combate e provaram ser os combatentes mais importantes devido ao seu conhecimento da geografia da região e alguns possuindo conhecimento da língua búlgara. Muitos gregos locais, como Periklis Drakos, também estiveram envolvidos no contrabando e no armazenamento de armas e munições pela região.

### Esforços Gregos

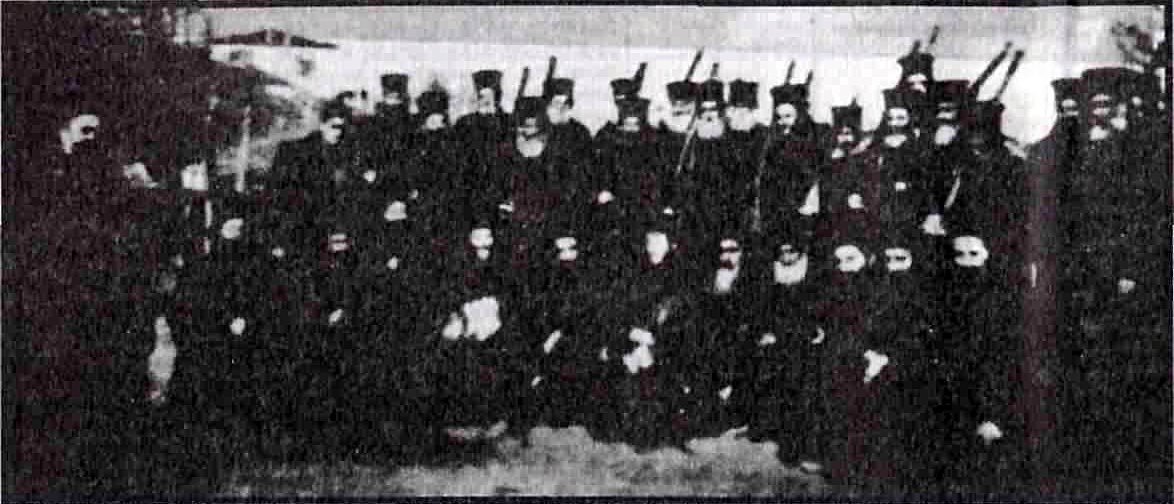
Monges armados do Monte Athos

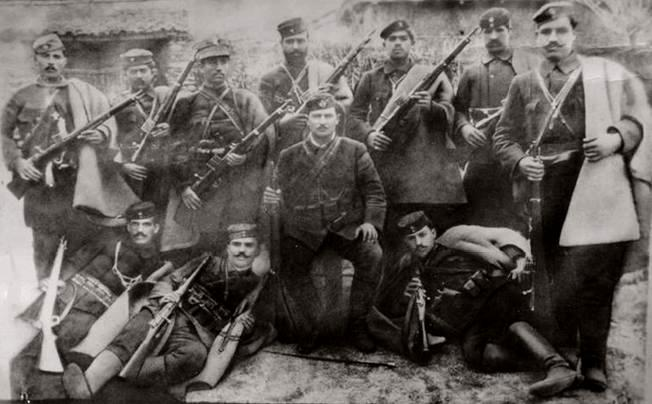
Periklis Drakos de Kavala com co-lutadores

O Estado grego ficou preocupado, não só por causa da penetração búlgara na Macedônia, mas também devido aos interesses sérvios, que se concentraram principalmente na área de Üsküp e Monastir. Os tumultos na Macedónia, especialmente a morte de Pavlos Melas em 1904, causaram intensos sentimentos nacionalistas na Grécia. Isto levou à decisão de enviar mais voluntários para reforçar e organizar melhor os bandos armados e frustrar os esforços búlgaros para colocar todos os falantes de eslavo da Macedônia sob a sua influência.

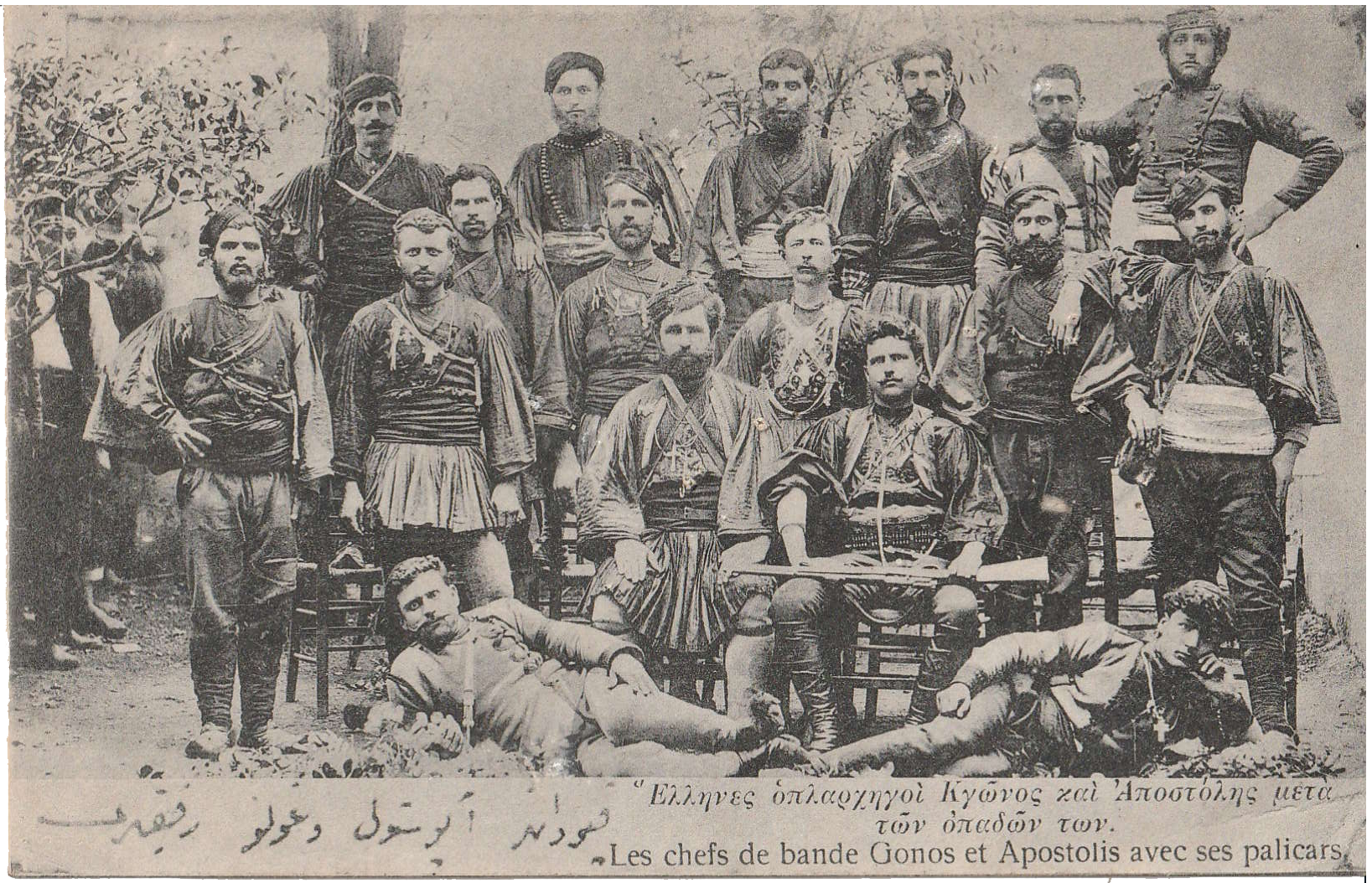
Grupo de Gonos Yiotas (sentado à direita) e Apostolis Matopoulos (sentado à esquerda).

O Consulado Geral Grego em Tessalônica, sob o comando de Lambros Koromilas, tornou-se o centro da luta, coordenando os bandos gregos, distribuindo e cuidando dos feridos. Conflitos ferozes entre gregos e búlgaros começaram na área de Castória, na área do Lago Giannitsa e em outros lugares. Durante 1905, a actividade de guerrilha aumentou e os Makedonomachoi ganharam vantagem significativa no espaço de 10 meses, alargando o seu controlo para as áreas de Mariovo e Macedónia Oriental, Kastanohoria (perto de Kastoria), as planícies a norte e a sul de Florina e as rotas em torno de Monastir. No entanto, a partir do início de 1906 a situação tornou-se crítica e as forças dos Makedonomachoi foram forçadas a retirar-se de várias áreas. No entanto, os grupos de Tellos Agras e Ioannis Demestichas tiveram algum sucesso no pântano de Giannitsa. Houve grandes avanços das forças sérvias, unidas por eslavos muçulmanos, no verão de 1906 nas áreas norte do Sanjaco de Uscupe.
Enquanto os bandos armados confrontavam o exército otomano, a administração otomana frequentemente ignorava as atividades dos guerrilheiros gregos, e, segundo Dakin, ajudou-os diretamente contra os búlgaros. No entanto, uma vez neutralizado o potencial subversivo dos búlgaros, a política otomana pôs fim à neutralidade favorável ao lado grego e embarcou em perseguições implacáveis contra os gregos. Durante o conflito, os bandos armados gregos somavam 2.000 homens. Dos quais mais de 700 foram mortos em combate, juntamente com 1.250 civis pró-gregos. 

## Atividade Aromaniana

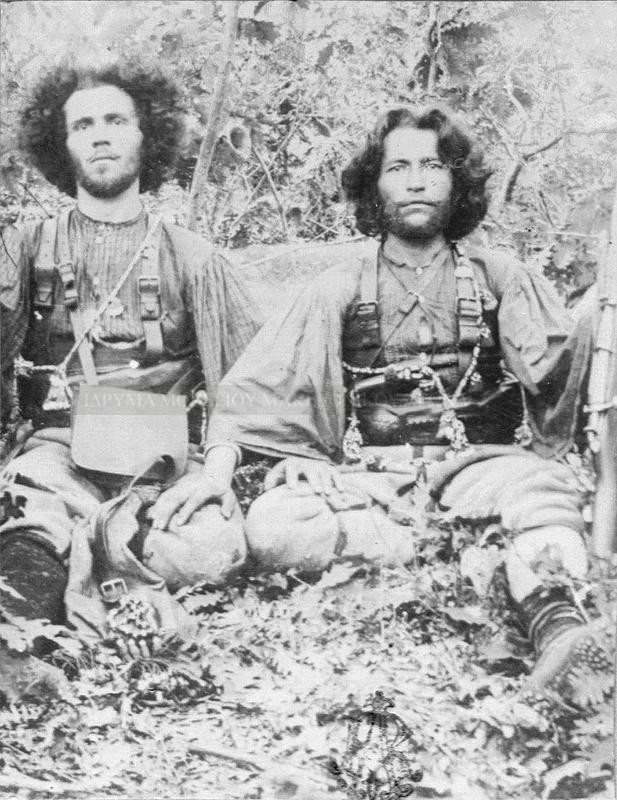
Revolucionários Aromanos em Veria

O conflito greco-romeno relativo aos Aromanianos atingiu o seu clímax durante a Luta Macedónia, com os Aromanianos já não sendo divididos em facções pró-gregas e pró-romenas, mas em "gregos" e "romenos" propriamente ditos. A facção pró-grega era a maior e mais poderosa.

### Aromanianos pró-gregos
A maioria dos Aromanianos durante a Luta Macedônia eram pró-gregos, apoiando os revolucionários gregos e o Patriarcado Ecumênico de Constantinopla. Estes Aromanianos escaparam ou resistiram à influência do intervencionismo romeno, no qual uma quantia considerável de dinheiro foi gasta pelo Estado romeno. Eram indiferentes ou mesmo hostis ao seu movimento nacional. Nos arquivos do Ministério dos Negócios Estrangeiros grego existem numerosos testemunhos de comunidades aromenas denunciando a "propaganda" romena e proclamando a sua condição de grego. Em Véria, havia uma pequena unidade local que estava sob a liderança de um aromaniano pró-grego, Tasos Koukotegos. Esta unidade, sendo pequena e um tanto isolada, vinha operando sem objetivos definidos, mas revelou-se muito importante para a causa grega pois ajudou nas lutas contra os chefes turcos locais, os aromenos pró-romenos e os komitadjis búlgaros. Além disso, o apoio local dos Aromanianos pró-gregos em Castória fortaleceu a atividade grega na região. Um notável makedonomachos grego de ascendência aromena foi Anastasios Pichion.

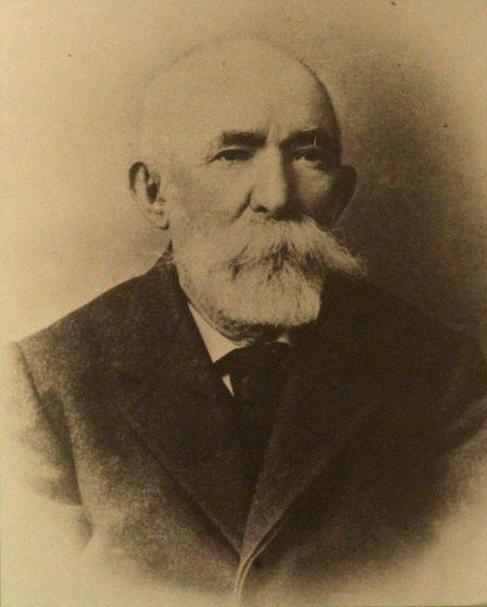
Anastasios Pichion, um aromeno pró-grego

Na Pelagônia, os sentimentos pró-gregos dos Aromanianos durante a Luta da Macedônia contribuíram para o seu deslocamento. Quando migraram para a Grécia, já estavam arruinados financeiramente.

### Aromanos pró-romenos
Assim como os búlgaros conseguiram introduzir a sua língua nos serviços religiosos e na educação no Império Otomano, os aromenos pró-romenos também começaram a exigir os mesmos direitos. O Patriarca Ecuménico Grego de Constantinopla reagiu fortemente a isto, no entanto, em meio ao aumento da rivalidade na região e oito igrejas Aromanianas foram fechadas por sua ordem pessoal em 1875. Isto produziu protestos dos Aromanianos pró-Romenos ao governo Otomano e Romeno, e também aumentou as tensões entre os Aromanianos pró-Romenos e os Gregos , bem como com os Aromanianos pró-Gregos, o que levou à violência física que muitas vezes terminava em mortes. 
Em 1903, após o fracasso da Revolta Ilinden-Preobrazhenie, na qual muitos soldados pró-romenos Aromanianos e Búlgaros lutaram com o objetivo de criar uma autonomia macedônia, o Império Otomano permitiu a intervenção de milícias gregas, conhecidas como Antartes e formadas dentro da Grécia. com os comandantes do Estado grego, para suprimir potenciais tentativas renovadas deste objectivo. Estes comandantes começaram a ameaçar os líderes de várias escolas romenas nas aldeias Aromanianas, alertando-os de que se não encerrassem as suas atividades, seriam atacados. Diante disso, alguns combatentes aromenos pró-romenos chamados de armatoles, a quem se juntaram vários jovens combatentes pró-romenos aromenos, começaram a atacar bandos gregos na área de Edessa e Véria. Esses bandos aromenos pró-romenos aliaram-se aos bandos búlgaros na Macedônia Otomana. Em 1906, sob Ioryi Mucitano,  foram organizados em dois comités, um em Bucareste liderado por Alexandru Coshca e Sterie Milioru e outro em Sófia liderado por Mucitano. Ele decidiu dividir sua área de operações em distritos liderados por um chamado voivoda. Essas bandas tiveram passagem livre pelas aldeias búlgaras. 

### Conflitos
A partir do verão de 1904, confrontos entre bandos pró-romenos aromenos e de etnia grega  ou pró-gregos aromenos, seja apenas entre eles ou com outros combatentes envolvidos, eclodiram na aldeia de Condusula (entre Edessa e Naousa), Ano Grammatiko,  Pyrgoi e Dervent.  Escolas e igrejas pró-gregas foram destruídas pelos Aromanianos pró-romenos e os Aromanianos pró-gregos retaliaram fazendo o mesmo com escolas e igrejas pró-romenas. As duas facções expulsaram-se mutuamente e até assassinaram professores e clérigos adversários. Um desses casos ocorreu em 1911, quando uma unidade de Aromanianos pró-romenos assassinou  Emilianos Lazaridis, por promover a assimilação dos Aromanianos à nação grega. Outro exemplo é  Haralambie Balamaci, um padre Aromaniano assassinado em 1914 pelas forças gregas.
Gregos e aromanianos pró-gregos sofreram ataques de tropas turcas e bashibazouks que mataram 41 deles e destruíram 366 e 203 de suas casas e lojas, respectivamente.

## Crimes
Crimes de guerra foram cometidos por ambos os lados durante a luta macedónia. De acordo com um relatório britânico de 1900 compilado por Alfred Biliotti, que se considera ter dependido fortemente de agentes de inteligência gregos, a partir de 1897, os membros dos comitês exarquistas embarcaram em uma campanha sistemática e extensa de execuções dos principais membros. do lado grego. Além disso, o Komitadjis búlgaro prosseguiu uma campanha de extermínio de professores e clérigos gregos e sérvios. Por outro lado, houve ataques do grego Andartes a muitas aldeias macedônias búlgaras, com o objetivo de forçar os seus habitantes a mudar a sua lealdade do Exarcado de volta ao Patriarcado e a aceitar sacerdotes e professores gregos, mas eles também realizaram massacres contra a população civil, especialmente nas partes centrais da Macedônia em 1905 e em 1906. Um dos casos notáveis foi o massacre na aldeia Zagorichani (hoje Vasiliada, Grécia), que era um reduto exarquista búlgaro perto de Castória, em 25 de março de 1905, onde entre 60 e 78 aldeões foram mortos por bandos gregos.
De acordo com relatórios britânicos sobre crimes políticos (incluindo o relatório Biliotti acima mencionado), durante o período de 1897 a 1912 foram cometidos mais de 4.000 assassinatos políticos (66 antes de 1901, 200 entre 1901 e 1903, 3.300 entre 1903 e 1908 e 600 entre 1908 e 1912), excluindo os mortos durante a Revolta de Ilinden e os membros dos bandos búlgaros e gregos. Dos que foram mortos, 53% eram búlgaros, 33,5% eram gregos, sérvios e aromenos juntos 3,5% e 10% eram de etnia desconhecida.
Estes conflitos diminuíram de intensidade após a revolução dos Jovens Turcos em Julho de 1908, uma vez que prometeram respeitar todas as etnias e religiões e fornecer uma constituição.

## Consequências
O sucesso dos esforços gregos na Macedónia foi uma experiência que deu confiança ao país. Ajudou a desenvolver a intenção de anexar áreas de língua grega e de reforçar a presença grega na Macedónia, ainda governada pelos otomanos.
Os acontecimentos na Macedónia, especificamente as consequências dos conflitos entre ativistas nacionais gregos e búlgaros, incluindo os massacres gregos contra a população búlgara em 1905 e 1906, deram origem a pogroms contra ca. 70.000-80.000 comunidades gregas fortes que viviam na Bulgária, que eram consideradas como partilhando a responsabilidade pelas ações dos grupos guerrilheiros gregos.
No entanto, o movimento dos Jovens Turcos resultou em alguns casos de colaboração entre bandos gregos e búlgaros, enquanto desta vez a política oficial em ambos os países continua a apoiar a penetração de combatentes armados na Macedónia Otomana, mas sem ter garantido totalmente que não haveria atacam uns aos outros.

## Legado
Muitos museus foram dedicados ao conflito, incluindo os de Tessalónica (sediado no antigo consulado grego), Castória, Chromio e Skopje.